# 乌什塔拉回族乡
乌什塔拉回族乡是中华人民共和国新疆维吾尔自治区巴音郭楞蒙古自治州和硕县下辖的一个民族乡。

## 行政区划
乌什塔拉回族乡下辖以下村级行政区划单位：
塔拉村、大庄子村、沙梁湾村、大涝坝村、硝井子村、则格德恩呼都格村、沙井子村和泽斯特村。